# Emilia Wickert
Emilia Wickert (Ulm, 25 de enero de 2007) es una deportista alemana que compite en gimnasia rítmica, en la modalidad de conjuntos.
Ganó una medalla de plata en el Campeonato Mundial de Gimnasia Rítmica de 2023 y una medalla de bronce en el Campeonato Europeo de Gimnasia Rítmica de 2025.

## Palmarés internacional
| Campeonato Mundial | Campeonato Mundial | Campeonato Mundial | Campeonato Mundial       |
| Año                | Lugar              | Medalla            | Prueba                   |
| ------------------ | ------------------ | ------------------ | ------------------------ |
| 2023               | Valencia (España)  | Medalla de plata   | Equipo                   |
| Campeonato Europeo |                    |                    |                          |
| Año                | Lugar              | Medalla            | Prueba                   |
| 2025               | Tallin (Estonia)   | Medalla de bronce  | 3 con pelota + 2 con aro |